# 칭다오역
칭다오역(중국어: 青岛站, 한자음: 청도참)은 중국 산둥성 칭다오시 스난구에 위치한 여객철도역으로, 중철 지난국과 칭다오 지하철에 각각 속한 환승역이다.

## 개요
국철 칭다오역은 특등역이자 종착역으로, 지상에 있다. 지하철 칭다오역은 연계 목표 제어기가 있는 2급 설비 집중역으로, 지하에 있다. 대합실은 지상 지하에 모두 있으며, 국철과 지하철은 상대적으로 독립되어 있고, 서로 연결통로를 통해 환승할 수 있다.
연계 철도:
- 국철 : 칭타이 여객전용선 시종착역
  -  자오지 철로(胶济铁路)
  -  자오지 여객전용선(胶济客运专线)
- 지하철 : 두 노선의 환승역
  - 칭다오 지하철 1호선 중간역
  - 칭다오 지하철 3호선 시종착역(역앞 회차)

## 국철
칭다오역은 현재 칭다오 철도 중추의 최대 철도 여객역으로, 하루 최대 탑승객은 4만명을 상회한다.

### 역 구조

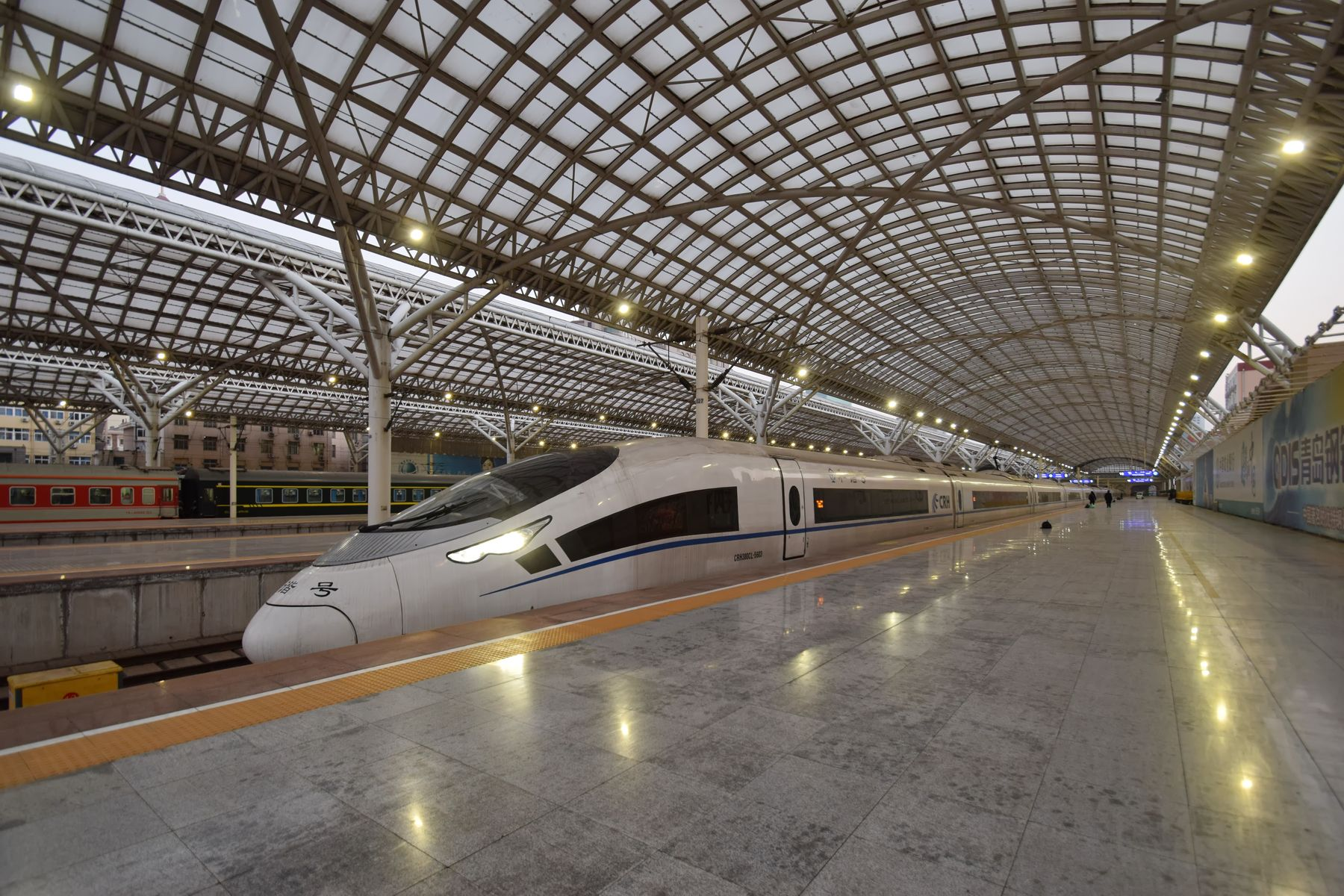
CRH380CL형 전동차가 칭다오역 10번 승강장에 정박중인 허시에 호 CRH380C형 전동차(和谐号CRH380CL型电力动车组)

역 건물은 지상 3층과 지하 2층으로 구성되어, 역의 서-남-동을 따라 “凹”형 평면구조를 가지고 있으며, 여기에 역 밖에 서-남-동쪽으로 세 개의 광장이 “品”자형으로 설치되어 있고, 세 개의 광장은 고리 모양으로 연결되어 모두 출구가 있다.(남쪽 출구는 일반적으로 잠김 상태이다.) 주변 도로를 가로지르는 지하 통로가 있으며, 출구 통로는 “관광문화 통로”이다.
건축 양식에서는 종탑을 핵심 요소로 삼고, 3면 배열을 통합하여, 전체 독일 양식 건축조합, 전체 적색 타일 노란 벽, 내부 바닥을 대리석으로 만들었다. 역의 여러 지상 및 지하 대합실은, 총 54,000 평방미터이며, 잊우 남부 지하 대합실은 약 10,000 평방미터의 건축 면적을 가지고 있으며, 중국에서 가장 큰 지하 열차 대합실이다. 플랫폼 위의 기둥이 없는 차임막은 약 65,000 평방미터의 면적을 차지하여, 중국내 건축물에서 가장 큰 망목 구조이다.
역의 동서 입구 대합실은 철도 라인을 가로 질러 고가 “경관연랑(景观连廊)”이란 통로로 연결되며, 동서 대합실의 승객은 계단, 에스컬레이터, 엘리베이터를 통해 통로로 이동하여 중간 승강장으로 갈수 있다.
- 칭다오역 북동측
- 칭다오역 서부 귀빈실
- 칭다오역 남쪽 지하 대합실 복도
- 칭다오역 복도의 경관

### 인접정차역
| 중국철도              | 중국철도          | 중국철도  |
| --------------------- | ----------------- | --------- |
| 다강 지난 방면        | 자오지 철로       | 시·종착역 |
| 칭다오 북역 지난 방면 | 자오지 여객전용선 | 시·종착역 |

### 연혁
1898년 초기 도시 계획에 따르면, 칭다오역을 바로앞 칭다오 잔교(青岛栈桥) 입구의 북서쪽에 배치할 예정이었나, 기술적인 어려움으로 인해 후속 계획에서는 교량 북서쪽에서 약 200m 북서쪽으로 조정되었다.
1899년 6월에 산둥 철도회사(山东铁路公司)가 설립되었다. 베를린의 이사회 멤버인 알프레드 게데르츠(Alfred Gaedertz)는 칭다오역 계획을 수립했으나, 이사회는 너무 크고 비용이 높아 기각하였다. 회사는 마침내 하인리히 힐데브란트(Heinrich Hildebrand) 관리자의 설계를 채택하고, 1900년 1월에 건설을 시작했으며, 1901년 봄에 완공되었다.
독일 당국은 역의 북쪽과 “화양분치(华洋分治)”정책에 따라 역 북쪽과 현재의 타이안로(泰安路)의 방사상 교차로 서쪽에 중국인 전용 역을 건설하고, 칭다오 대항(青岛大港)에 대형 승객 및 화물 보관소를 건설할 계획이었다. 이것은 제1차 세계대전의 발발과 일본군의 칭다오 전투 계획 때문에 좌초되었다.
1991년 2월 15일 칭다오역 개축 사업이 시작되어, 같은 해 8월에 기존 건물이 철거되어 원래의 장소로 재건축되었다. 원래 지대의 북쪽에 2층 규모의 대형 대합실 건물이 새롭게 지어졌으며, 남쪽 건물은 원래 지대에서 남쪽으로 약 100 m 떨어진 곳에서 기존 양식으로 재건축되었지만 새 건물의 건물 비율과 건물 자재는 기존 건물과 매우 다르다.
칭다오역은 2006년 11월 20일부터 2008년 7월 27일까지 건설 및 개보수를 수행했다. 새로운 시계탑과 남쪽 건물은 보존되고, 북쪽 건물은 철거되며, 칭다오역에 도착하는 모든 열차는 일시적으로 쓰팡역(四方站)에서 정차했다. 2008년 7월 27일 칭다오역은 베이징 올림픽 요트 대회 전에 공식적으로 시범 운영되었으며, 이 때, 쓰팡역(四方站)과 창커우역(沧口站) 착발로 변경된 모든 열차는 모두 칭다오역으로 돌아갔다. 2008년 8월 2일부터 새로운 열차 시간표에 따라 EMU 열차도 칭다오역 착발로 변경되었다.
2011년 8월 14일 원래 자오지(胶济) 철도박물관의 종루으로 사용될 계획이었으나, 자동 발권 홀로 변경되어 정식 개장했다.
칭다오역의 변화
- 건조기간
- 건립초기
- 1970년대
- 1991년 개축
- 2008년 개축

## 지하철
칭다오역 3호선 부분은 2016년에 개통되었으며, 1호선은 2020년 이전에 개통될 예정이다.

### 역 구조
지하철 1호선과 3호선의 계층화된 V자형 교차 배치가 되어있으며, 3호선을 주요로 하고 있다. 1호선은 남서-북동 방향으로, 페이셴로(费县路)와 타이안로(泰安路)를 따라가며, 3호선은 동서방향으로, 광시로(广西路)를 따라간다.
3호선 부분은 지하 2층의 섬식 승강장으로, 역 표준 단면적의 전체 높이는 18.8m, 매립 깊이는 14.4m 이고, 대합실의 넓이는 50.5m, 길이는 70.5m, 면적은 3500m²이고, 승강장의 폭은 10m, 유효 거리는 120m, 면적은 1130m²이다.
역은 지하 굴착으로 지어졌으며, 출구는 5개로, 주변에는 타이안로, 광시로, 란산로(兰山路), 페이셴로가 있다.

### 연혁
- 1992년 9월 19일, 칭다오 지하철은 칭다오역 앞 광장에 기초석을 깔았다.
- 1993년, 베이징 도시 건설 설계 및 연구소에서, 칭다오 지하철 1기공정 계획 총체 단위로,  포괄적으로 1989년 "2선 1순환"네트워크 계획의 예비 설계를 완료하기 위해 여러 국내 건설 지대 계획 단위를 조직했다.
- 1995년, 칭다오 역전 광장 건설 공사와 함께 칭다오 지하철 1호선 공사가 완료되었다.
- 2009년 11월 30일, 칭다오 지하철 1기공정 계획이 공식적으로 이루어졌고 지하철역 건설이 시작되었다.
- 2016년 12월 18일, 칭다오 지하철 3호선이 개통되어, 칭다오역 운영이 시작되었다.

### 인접정차역
| 칭다오 지하철        | 칭다오 지하철       | 칭다오 지하철             |
| -------------------- | ------------------- | ------------------------- |
| 시전 어메이산루 방면 | 칭다오 지하철 1호선 | 중산루 방면 싱궈루        |
| 시·종착역            | 칭다오 지하철 3호선 | 인민화당 칭다오 북역 방면 |

### 공공 예술
테마 "纹脉(문맥)"은 중앙미술학원(中央美术学院) 제작의 4개의 구리 상감으로 구성된다. 작품은 인장의 조형 요소를 사용하고, 칭다오 방언을 문자화하여, 실루엣으로 결합된다. 이것은 조용하고 심오한 칭다오의 독특한 지리적, 역사적 통합을 반영한다. 석재에 구리 상감한 공예품은 칭다오의 100년간 문화를 표현한다.
칭다오역 공공예술품——문맥
- 잔교(栈桥)
- 칭다오역 구역사(青岛站老站房)
- 항해(帆船)
- 카톨릭 교회(天主教堂)